# Maia arson crimew
maia arson crimew (abans coneguda en línia com a Tillie Kottmann, i també coneguda com a a deletescape i antiproprietary; va néixer el 7 d'agost de 1999) és una desenvolupadora i pirata informàtica suïssa. crimew va treballar en l'ambit de la tecnologia de la informació quan era adolescent, i va esdevenir la desenvolupadora fundadora de Lawnchair Launcher, un popular llançador d'aplicacions per a Android. És més coneguda per filtrar públicament el codi font i altres dades d'empreses com Intel i Nissan, i pel descobriment d'una còpia del 2019 de la llista No Fly List del govern dels Estats Units dins d'un servidor CommuteAir gràcies a una vulnerabilitat. crimew també va formar part d'un grup que va piratejar l'empresa Verkada el març de 2021 i va accedir a més de 150.000 càmeres. crimew ha citat l'anarquisme, l'anticapitalisme i la seva oposició al concepte de propietat intel·lectual com a motius que l'han portat a acomplir les seves activitats envers la pirateria.
El març de 2021, un jurat dels Estats Units va acusar crimew de càrrecs penals relacionats amb la seva suposada activitat de pirateria entre els anys 2019 i 2021. Els càrrecs no guardaven cap relació amb el pirateig que va ajudar a realitzar contra Verkada. La policia suïssa va assaltar casa seva i casa dels seus pares a petició de les autoritats estatunidenques, i l'assalt va resultar en la confiscació de tots els seus dispositius electrònics. Arran d'aquest afer, es va crear l'etiqueta "#freetillie", utilitzada en línia per expressar el suport a la hacker i el rebuig a l'atac. La revista suïssa Republik va comparar la seva figura amb les de Jeremy Hammond i Aaron Swartz.

## Filtracions de dades i codi font
El juliol de l'any 2020, crimew va publicar el codi font de desenes d'empreses a un repositori de GitLab. El portal en línia Bleeping Computer li va atribuir l'origen de la Nintendo Gigaleak, una serie de filtracions de dades de l'empresa nipona Nintendo, però més tard la mateixa crimew va declarar a Tom's Guide que les dades de Nintendo no estaven incloses a la filtració de juliol, i que mai havia publicat el codi de Nintendo a GitLab perquè l'empresa era "coneguda per la seva acció ràpida contra la filtració de dades". El 6 d'agost de 2020, crimew va penjar més de 20 gigabytes de dades i codi font propietat de l'empresa Intel al portal web Mega. Va obtenir aquestes dades gràcies a un altre pirata informàtic que va afirmar haver realitzat una violació de dades a Intel als volts del maig de 2020 i ho va descriure com a la primera entrega de la qual serien una sèrie de més filtracions relacionades amb Intel. El gener de 2021, crimew va estar involucrada en una filtració de codi font de l'empresa automobilística Nissan, afirmant que va poder adquirir el codi filtrat després d'aprendre, gràcies a una font anònima, sobre un servidor al servei Bitbucket que tenia una falla de seguretat a l'estar configurat amb el nom d'usuari i la contrasenya per defecte.
crimew va exposar el març del 2021 que la majoria de les seves infraccions no requerien gaire habilitat tècnica per poder-se fer. A més de filtrar dades ella mateixa, va mantenir un canal de Telegram amb el nom "ExConfidential", que utilitzava per compartir detalls sobre filtracions que havien realitzat altres persones. El març de 2021, el portal Distributed Denial of Secrets va compartir un arxiu torrent amb les dades compartides al canal, després de l'assalt a casa seva per part de la policia el març de 2021.
El juliol de 2022, crimew va descobrir i informar d'una vulnerabilitat dins l'aplicació orientada a la salut mental Feelyou, vulnerabilitat que exposava les adreces de correu dels seus prop de 80.000 usuaris i va permetre a qualsevol connectar publicacions suposadament anònimes dins de l'app a les adreces de correu electrònic dels usuaris que les havien publicat.

## Hack a Verkada
El 8 de març de 2021, un grup de pirates informàtics que incloïa a crimew i es feien dir "APT - 69420 Arson Cats" va obtenir drets de "superadministrador" a la xarxa de Verkada, una empresa de càmeres de seguretat amb tecnologia basada en núvol, utilitzant unes credencials que van trobar a la internet pública. El grup va aconseguir tenir accés a la xarxa durant un seguit de 36 hores. Van recopilar uns 5 gigabytes de dades, que incloïen imatges en directe de càmeres de seguretat i enregistraments de més de 150.000 càmeres en llocs com l'interior d'una fàbrica de Tesla, una presó a Alabama, un hospital de Halifax Health i cases residencials. El grup també va poder tenir accés a una de les llistes de clients de Verkada i a la informació financera privada de l'empresa, així com l'accés de superusuari a les xarxes corporatives de Cloudflare i Okta a través de les seves càmeres Verkada.
crimew va actuar com a portaveu del grup de pirates informàtics. Seguidament, el seu compte de Twitter va ser suspès per infracció de les condicions del servei de la xarxa social després que l'utilitzes per compartir diverses captures de pantalla de càmeres de seguretat en directe. Durant el pirateig, crimew va tuitar "I si acabéssim absolutament amb el capitalisme de vigilància en dos dies?" Va contactar amb un periodista del mitjà Bloomberg poc després de la bretxa de dades, i aquest va contactar amb Verkada, que gràcies a la informació proporcionada pel periodista, va eliminar l'accés dels pirates informàtics a la xarxa. crimew va dir a Bloomberg que el pirateig estava exposant "com tan àmpliament estem sent vigilats i com es posa poca cura en assegurar les plataformes que ho fan, sense buscar res més que beneficis". Un conegut seu va dir que opinava que ella hauria dut a terme el pirateig per diversió, independentment de les seves opinions polítiques.

## Hackeig de les llistes de No Fly i Selectee
El 19 de gener de 2023, crimew va informar que havia tingut accés a les versions de 2019 de la No Fly List del govern dels Estats Units, una llista d'ús de les agències governamentals i les companyies aèries per decidir qui no pot embarcar a vols, amb 1,56 milions d'entrades i la llista Selectee, que indica a qui fer registres als aeroports dels estats units, amb 250.000 entrades, publicades per CommuteAir en un servidor de núvol d'Amazon Web Services no segur. crimew va assenyalar que "és una bogeria, per a mi, com de gran es la base de dades de detecció de terrorisme i, tanmateix, com hi ha tendències molt clares cap a noms que sonen gairebé exclusivament àrabs i russos al llarg del milió d'entrades"; més d'un 10% de les entrades de la llista contenien "MUHAMMED" en els camps del nom o del cognom.

## Acusació

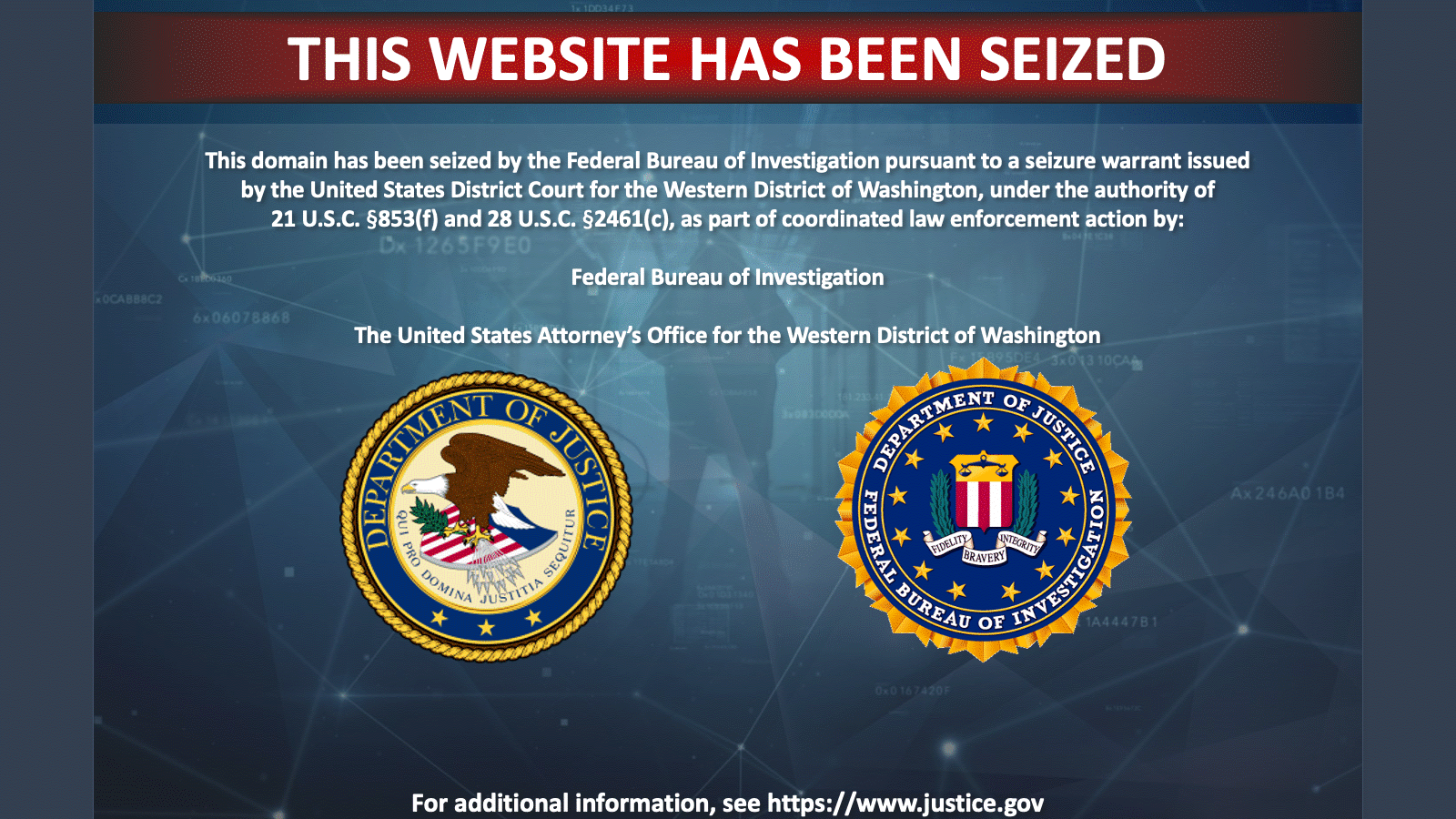
Imatge que mostra la confiscació del domini git.rip per part de l'FBI

El març de 2021, un jurat del Tribunal de Districte dels Estats Units per al Districte Occidental de Washington la va acusar per càrrecs relacionats amb diversos piratejos que suposadament s'havien dut a terme entre els anys 2019 i 2021. L'acusació de dotze pàgines al·legava que crimew havia piratejat desenes d'entitats, havia publicat informació i codi propietari de més de 100 entitats, incloses agències governamentals, i que havia venut marxandatge relacionades amb la pirateria, com ara samarretes. La va acusar de frau i abús informàtic, frau electrònic i robatori d'identitat. L'acusació, i la incursió de la policia suïssa en la qual es van confiscar dispositius electrònics de crimew a petició de les autoritats dels Estats Units, es va produir poc després que ella afirmés haver estat involucrada en el pirateig de Verkada, però no se li afegien càrrecs relacionats amb aquest pirateig. Set policies van registrar casa seva durant la batuda, mentre que quinze van registrar la casa dels seus pares. El lloc web git.rip, a través del qual crimew i altres compartien presumptament dades obtingudes per pirateria, va ser confiscat per l'⁣FBI.
El 19 de març de 2021, crimew estava representada per l'advocat Marcel Bosonnet a Suïssa. L'abril de 2021 es va crear una campanya de micromecenatge per recaptar diners per tal que pogués contractar un advocat als Estats Units.

### Resposta pública
La gent va utilitzar l'⁣etiqueta "#freetillie" per expressar el seu suport a crimew després del registre a casa seva. La investigadora especialitzada en pirates informàtics, Gabriella Coleman, va dir que esperava que crimew obtingués més suport dins la comunitat de pirates informàtics com a resultat de l'acusació, afirmant que el govern dels Estats Units ha estat massa agressiu en perseguir els pirates informàtics que persegueixen ideals d'esquerra i antiautoritaris i que "la comunitat hacker té això present". Un article de Republik va descriure crimew "en línia amb pirates informàtics com Jeremy Hammond o Aaron Swartz⁣". Hernâni Marques, membre de la junta del departament suís del Chaos Computer Club, va demanar "solidaritat" amb crimew. Els fiscals de Seattle van denunciar aquest suport, amb Tessa M. Gorman afirmant que "envoltar-se amb un motiu suposadament altruista no elimina la pudor criminal d'aquesta intrusió, robatori i frau".
Tot i que els mitjans de fora de Suïssa van elogiar a crimew per revelar una seguretat defectuosa als sistemes de vigilància centralitzada als Estats Units, null41 va informar que els mitjans suïssos es van centrar en gran manera en crimew, especialment en la seva identitat i aparença de gènere.

### Possibilitat d'extradició o judici a Suïssa
Després de l'acusació, un portaveu del Departament de Justícia dels Estats Units va dir a Blick que els procediments s'havien suspès, explicant que els Estats Units no continuarien amb el cas, tret que crimew estigués present als EUA i defensat per un advocat. crimew ha expressat amb confiança que no serà extradida als Estats Units. L'advocat suís Roman Kost va afirmar que la llei d'extradició suïssa no permet l'extradició de ciutadans sense el seu consentiment, però que els pirates informàtics suïssos "poden ser jutjats a Suïssa si hi ha prou sospita i proves, i si són declarats culpables, poden ser castigats". El Departament Federal de Justícia i Policia de Suïssa va confirmar al mitjà zentralplus que no extradeix els ciutadans suïssos contra la seva voluntat. El diari suís Le Temps va informar que crimew no seria extradida i que seria jutjada a Suïssa.
El mijà 20 Minuten va publicar que si crimew era jutjada a Suïssa, s'enfrontaria a una condemna màxima de quatre anys i mig de presó. Hernâni Marques va declarar que "gran part del que [ella] havia fet no podia ser punible a Suïssa", va assenyalar que gran part de les dades que es van filtrar ja estaven disponibles públicament a Internet i va argumentar que el pirateig de Verkada era "legítim i útil per a la societat" perquè exposava un problema de privadesa. El març de 2021, Blick va informar que una possible ordre d'arrest de delinqüència emesa pels Estats Units probablement seria executada per tots els països que comparteixen frontera amb Suïssa. El setembre de 2021, crimew va dir a null41 que estava segura que mai més no podria viatjar a determinats països i que, fins i tot si pogués viatjar en el futur, seria arriscat per la possibilitat d'extradició des d'altres països. Va assenyalar que, a diferència de Julian Assange, no confiava en la bona voluntat d'un país, perquè la constitució suïssa prohibeix la seva extradició. L'octubre de 2021, Zeit Magazin va informar que, tot i que la Interpol no publicita la majoria de les seves investigacions, era probable que s'hagués emès una ordre de detenció internacional contra crimew, cosa que podria impedir-la sortir de Suïssa.

## Vida personal
crimew va néixer el dia 7 d'agost de l'any 1999 i viu al districte de Bruch de Lucerna, ubicat a la regió de parla alemanya de Suïssa. A l'edat adolescent va dedicarse professionalment en tecnologies de la informació. Va ser la desenvolupadora fundadora del popular llançador d'Android "Lawchair", que ha estat mantingut per un equip de desenvolupament diferent a partir del febrer de 2021. crimew s'identifica com una persona no-binària i utilitza el pronom femení she i el neutre it. També ha estat coneguda al món en línia amb els noms "deletescape" i tillie crimew. El 2022 crimew va canviar legalment el seu nom a maia arson.
crimew forma part de l'agrupació de Joves Socialistes de Suïssa, i va ser candidata a l'Ajuntament de Lucerna a les eleccions de 2020. Una publicació a Facebook de l'escissió de Lucerna dels Joves Socialistes va utilitzar l'⁣eslògan Kapitalismus zerstört jegliche Kreativität oder Innovation! ("El capitalisme destrueix tota creativitat o innovació!") per tal promocionar la seva campanya política. Ha citat la curiositat, l'anticapitalisme, l'anarquisme i l'oposició al concepte de propietat intel·lectual com a principals motius per fer les activitats de pirateria, afirmant que "preocupar-se, literalment, de res més que del benefici, definitivament no resulta en seguretat". A més, ha afirmat que creu que el codi font i la documentació de tot el programari haurien de ser públics, i que es considera una hacktivista. Ser queer i experimentar discriminació va contribuir al desenvolupament de les seves pròpies postures polítiques. A la seva biografia de Twitter, crimew es descriu com una "hacktivista/investigadora de seguretat acusada, artista, gatet anarquista trans lesbiana poliamorosa no binària malalta mental".